# Take Up Thy Stethoscope and Walk
«Take Up Thy Stethoscope and Walk» (с англ. — «Возьми стетоскоп свой и иди») — песня британской рок-группы Pink Floyd с альбома 1967 года The Piper at the Gates of Dawn. Представлена на первой стороне винилового диска (LP) шестым по счёту треком. Автором музыки и слов песни является Роджер Уотерс. Вокальные партии исполнили Роджер Уотерс и Сид Барретт.

## О песне
Песня «Take Up Thy Stethoscope and Walk» является первой композицией, сочинённой Роджером Уотерсом в группе Pink Floyd. Помимо этой песни Роджер Уотерс также был одним из авторов ещё двух композиций с альбома The Piper at the Gates of Dawn, в создании которых принимали участие все музыканты группы — «Pow R. Toc H.» и «Interstellar Overdrive». «Take Up Thy Stethoscope and Walk» — единственная на данном альбоме композиция, в сочинении которой не участвовал лидер группы, Сид Барретт.
Название песни является отсылкой к Евангелию от Иоанна (глава 5, стих 8): «Jesus saith unto him, Rise, take up thy bed, and walk» («Иисус говорит ему: встань, возьми постель твою и ходи»).
Песня под названием «Stethoscope» присутствовала в раннем репертуаре группы с 1966 года.
Николас Шэффнер, автор книги «Блюдце, полное чудес. Одиссея Pink Floyd», отмечал, что «Take Up Thy Stethoscope and Walk» является «скорее риффом, чем песней», и утверждал при этом, что «Take Up Thy Stethoscope and Walk» подчёркивает резкие различия в истоках творчества двух авторов музыки и стихов Pink Floyd — Роджера Уотерса и Сида Барретта.
Позже Роджер Уотерс назвал «Take Up Thy Stethoscope and Walk» «очень плохой песней».

## Кавер-версии
Кавер-версия на песню «Take Up Thy Stethoscope and Walk» была записана группой At the Drive-In и издана на сингле 2001 года «Invalid Litter Dept.» и позже в 2005 году на сборнике This Station Is Non-Operational.
Кавер-версия, записанная исполнителями Таем Сигаллом и Микалом Кронином, была выпущена в 2009 году на их альбоме Reverse Shark Attack.

## Участники записи
- Сид Барретт — электрогитара, вокал;
- Роджер Уотерс — бас-гитара, вокал;
- Ричард Райт — орган Фарфиса, фортепиано, бэк-вокал;
- Ник Мейсон — ударные.